# Caseta de l'Espelta
Caseta de l'Espelta és una masia del segle XVIII situada al municipi de Llobera, a la comarca catalana del Solsonès. Està feta de pedra i té planta baixa, primer pis i golfes, al costat de la porta principal hi ha una font d'aigua amb la data 1885 inscrita a la part superior. Al voltant de la masia hi ha altres edificacions i coberts d'ús agrícola.